# よこやまの道

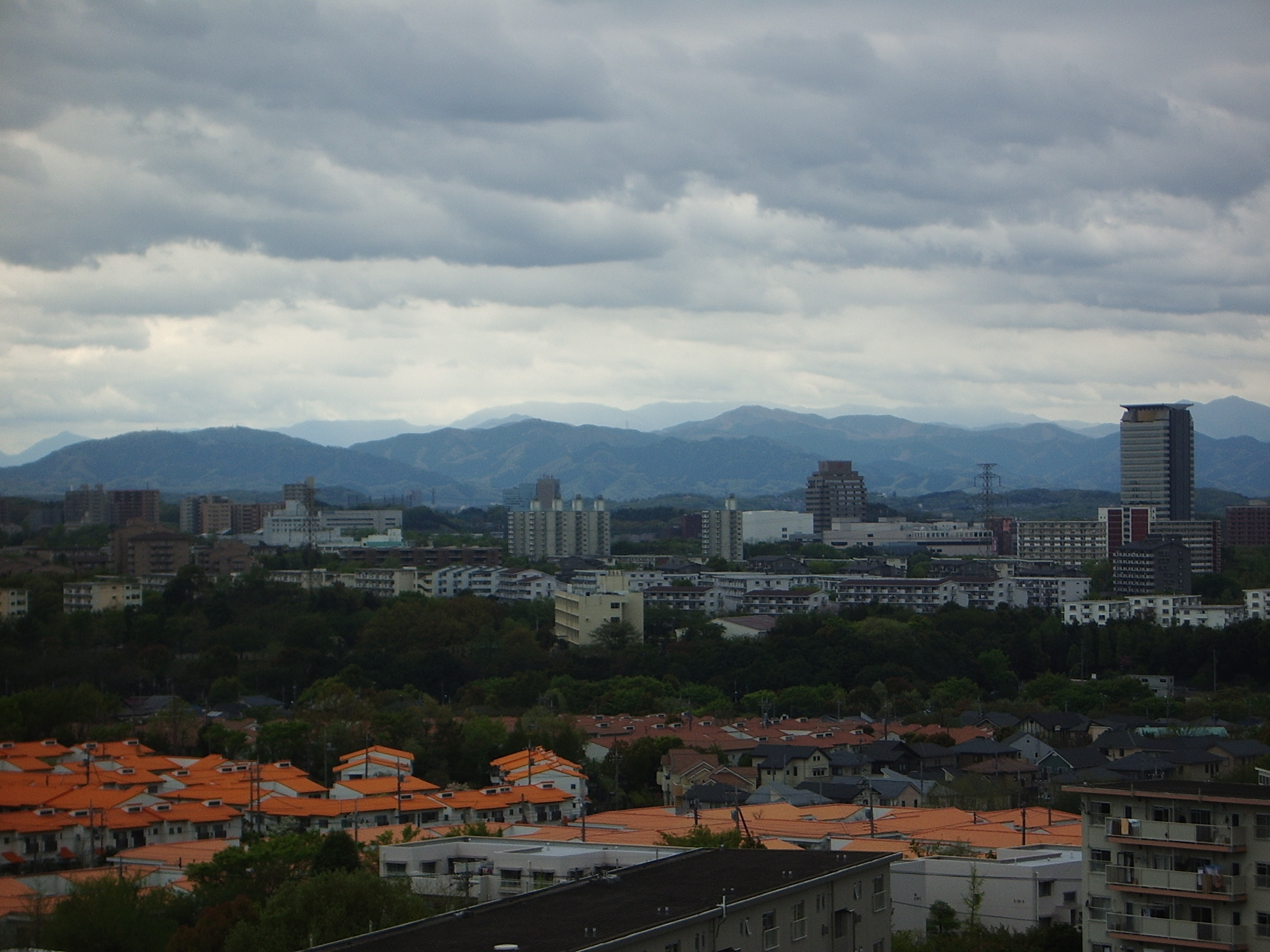
「防人見返りの峠」から見た秩父連山

よこやまの道とは、東京都多摩市の南縁を東西に結ぶ遊歩道である。全長約10km。

## 命名の由来
現在、よこやまの道が通っているのは、南多摩尾根幹線のすぐ南を走る多摩丘陵の尾根筋の上である。この尾根筋は古代の幹線道路が通っていたルートであり、また、多摩丘陵が万葉集で「多摩の横山」と呼ばれていたことから、「よこやまの道」と名付けられた。

## ルート

### 若葉台駅から「防人見返りの峠」まで

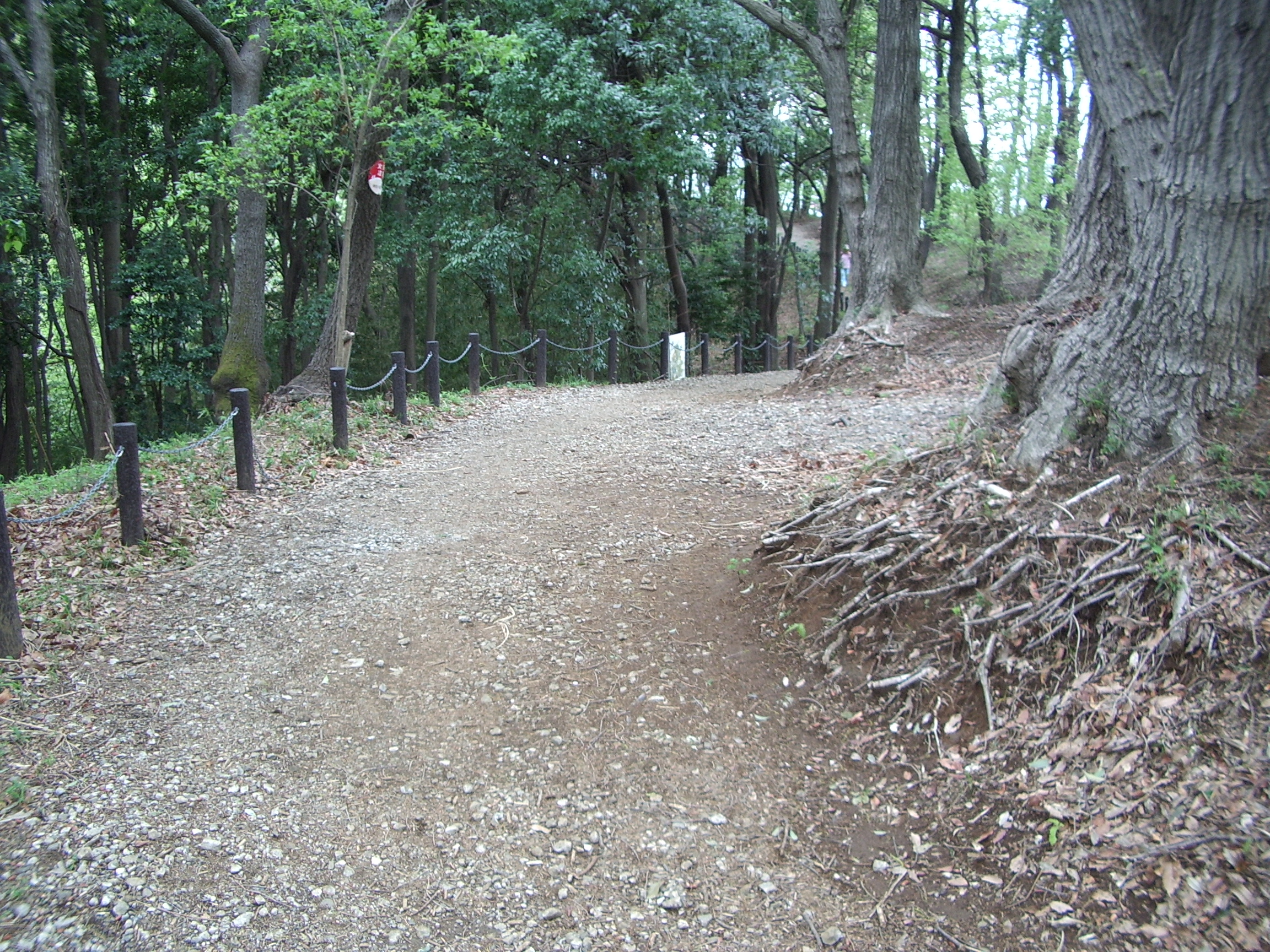
黒川配水場手前

東端は多摩市諏訪6丁目の多摩東公園の「丘の上広場」で、最寄り駅は京王相模原線若葉台駅である。（2004年に小田急多摩線はるひ野駅が開業してからは、そちらが最寄りとなっている。）　若葉台駅北口を出て、ロータリー前の道を左折し、稲城六中の南側の遊歩道に入って病院入口交差点に出る。横断歩道を渡って稲城台病院、東京南看護専門学校の前を通過し、多摩市に入ってすぐの所に広場への入り口がある。
ここから道は、尾根幹線沿いの里山の中を通って西に向かい、エコプラザ多摩の横で公式には一旦途切れる。ただし、エコプラザ多摩手前に左に入る脇道があり、川崎市麻生区の水道局黒川配水場脇を通って「防人見返りの峠」の先に復帰することが出来る。この迂回路を使わない場合は、しばらく尾根幹線の歩道を歩いてから、階段を上って「防人見返りの峠」で遊歩道に入ることになる。ちなみに、ルート上のこの区域は、古代の東海道が通っていたと推定されている。
「防人見返りの峠」は、宇遅部黒女が詠んで万葉集に収録された歌にちなんだもので、ルート上屈指の眺望スポットであり、多摩ニュータウンや丹沢、奥多摩などの山々が一望出来る。また、この手前にある黒川配水場は、中世には丸山城と呼ばれた砦であった。

### 「防人見返りの峠」から一本杉公園まで

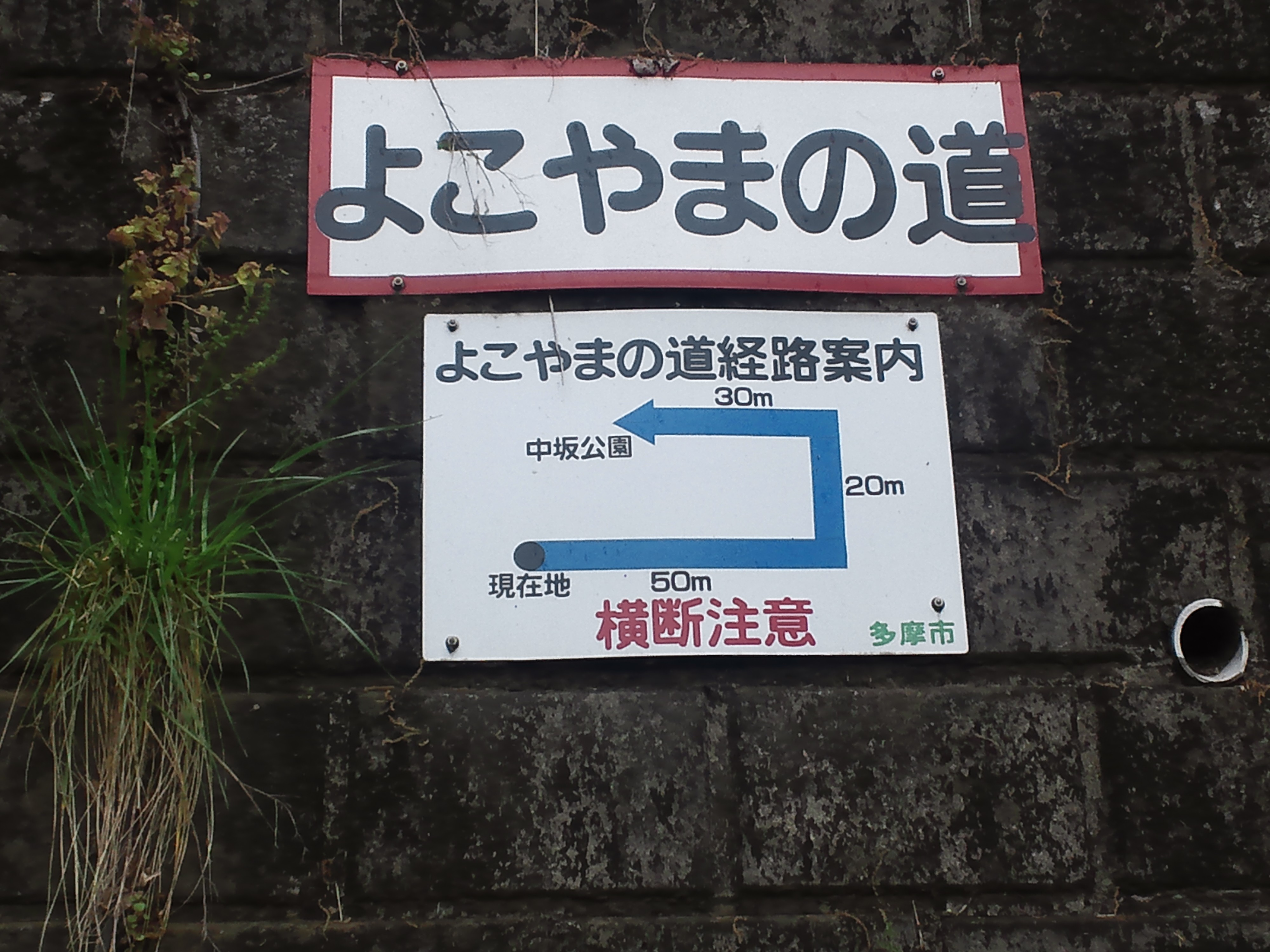
よこやまの道・多摩市南野周辺の順路図

遊歩道は、「防人見返りの峠」から西に向かってなだらかに下り、国士舘大学裏の里山の中を通って多摩ニュータウン市場の南の高台で一旦途切れる。この場所は、古代の古道が5方向から集まってきて交差していた、と考えられている。
「古道五差路」から右折し、舗装路を（現代の）鎌倉街道脇まで下ると、鎌倉街道を立体交差で越える橋がかかっている。この橋の歩道を進み、橋を越えて少し行ったところで左に入る小径がある。この小径から遊歩道が再開する。遊歩道は妙桜寺の裏で再び途切れ、恵泉女学園大学先の一本杉公園入り口で復活する。なお、妙桜寺と恵泉女学園大学の間には、鎌倉時代から使われていたと考えられる古道が南北に通っている。

### 一本杉公園から唐木田配水所まで
ルートは、一本杉公園内を通過し、鎌倉裏街道跡を通って、多摩市と町田市の境界上を西に向かう。南野公園の先にある遊歩道入り口は、少し分かりづらいので注意が必要である。
都道156号線を越えてからしばらくは、一般道の横の歩道がルートとなる。東京国際カントリークラブの北で遊歩道が復活し、多摩市総合福祉センターの先で奥州古道（古代の奥州街道）跡と交差する。奥州古道跡を超えると、再びルートは尾根筋の里山に入り、東京ガス多摩整圧所南で小山田緑地方面に分岐している。
分岐点を超えると道は下り坂になり、大妻女子大学の南で今度は別ルートの奥州古道跡に沿うようになる。三菱UFJ銀行や大和証券の巨大な研修所が見えると、ルートは終点に近い。最後に若干の上りがあり、唐木田配水所の先でルートは終わっている。
ルート西端の最寄り駅は、京王相模原線南大沢駅である（看板の説明だと長池公園を経由した京王堀之内駅が案内されている）。ただし、ルート終点から2キロ近くあるので、十分な体力を残しておく必要がある。

## 注
1. ↑  古代には水はけよく、また敵の接近を察知しやすい尾根筋に道を通すことが多かった。これは日本国内に限らず、例えば1066年に征服王ウィリアムがブリテン島に上陸してからいわゆるヘイスティングズの戦いの合戦場へと向かった道も尾根筋に築かれていた。
2. ↑  「赤駒を山野に放し捕りかにて　多摩の横山徒歩ゆか遣らむ」宇遅部黒女（万葉集 20巻4417）
3. ↑  UR都市機構制作ルートマップにも記載されている。
4. ↑  黒川配水場付近から多摩ニュータウン市場南の「古道五差路」地点付近まで。
5. ↑  東国から大宰府に向かう防人たちがこの場所で故郷を振り返って最後の別れを惜しんだのではないかというコンセプトである。
6. ↑  この付近の鎌倉街道は、中世の鎌倉街道に重なっている。鎌倉時代末には、鎌倉に向けて進撃する新田義貞の軍勢もこの道を通過していった。
7. ↑  現在の視点で見れば、未舗装で非常に起伏がきつく、なおかつ、人ひとりがようやく歩ける程度の道幅しか無い道である。この古道を南下した場合は、町田市小野路町内の小さな谷戸の中程にある、耕作放棄された水田の中に出ることになる。この古道に入った場合は、谷戸から出て右折し、旧小野路宿を通って鎌倉裏街道跡から一本杉公園からルートに復帰することも出来るが、非常に迷いやすいので航法能力に自信が無い場合は避けた方が無難である。
8. ↑  崖の下ではなく、上を通るのが正しいルートである。
9. ↑  古代道の痕跡は全くうかがえない。